# Борити
Борити (на грузински: ბორითი) е село в централна Грузия, част от Харагаулската община на регион Имеретия. Населението му е около 557 души (2014).
Разположено е на 480 метра надморска височина в Лихския хребет, на река Дзирули и главния път Тбилиси-Кутаиси и на 20 километра източно от Зестапони.

## Известни личности
Починали в Борити
- Мераб Костава (1939 – 1989), общественик